# Pongaí
Pongaí is een gemeente in de Braziliaanse deelstaat São Paulo. De gemeente telt 3.518 inwoners (schatting 2009).